# Парадокс Пенлеве
Парадокс Пенлеве — наблюдаемое в задачах динамики твёрдого тела с кулоновским трением явление, когда уравнения движения либо не имеют решений, либо имеют неединственное решение.
Парадокс назван в честь Поля Пенлеве, французского математика, механика, политического деятеля, указавшего на его существование. Жан-Жак Моро также называл этот парадокс пароксизмами трения.
Для демонстрации парадокса был предложен пример, в ходе анализа которого было необходимо высказать предположение относительно направления силы трения. В рамках этого предположения система была решена, и, как оказалось, выведенное направление движения противоречит предположению о направлении силы трения, что и составляет парадокс.
Имеется обширная литература, посвящённая различным подходам к решению парадокса Пенлеве.